# Babolsar (shahrestan)
Babolsar (persiska: شهرستان بابُلسَر, Shahrestan-e Babolsar) är en delprovins (shahrestan) i Iran. Den ligger i provinsen Mazandaran, i den norra delen av landet, vid Kaspiska havet. Antalet invånare var 135 191 vid folkräkningen 2016. Administrativ huvudort är Babolsar.